# Sheardia antennata
Sheardia antennata är en kräftdjursart som beskrevs av Hale 1946. Sheardia antennata ingår i släktet Sheardia och familjen Gynodiastylidae. Inga underarter finns listade i Catalogue of Life.